# Aegidienneustadt

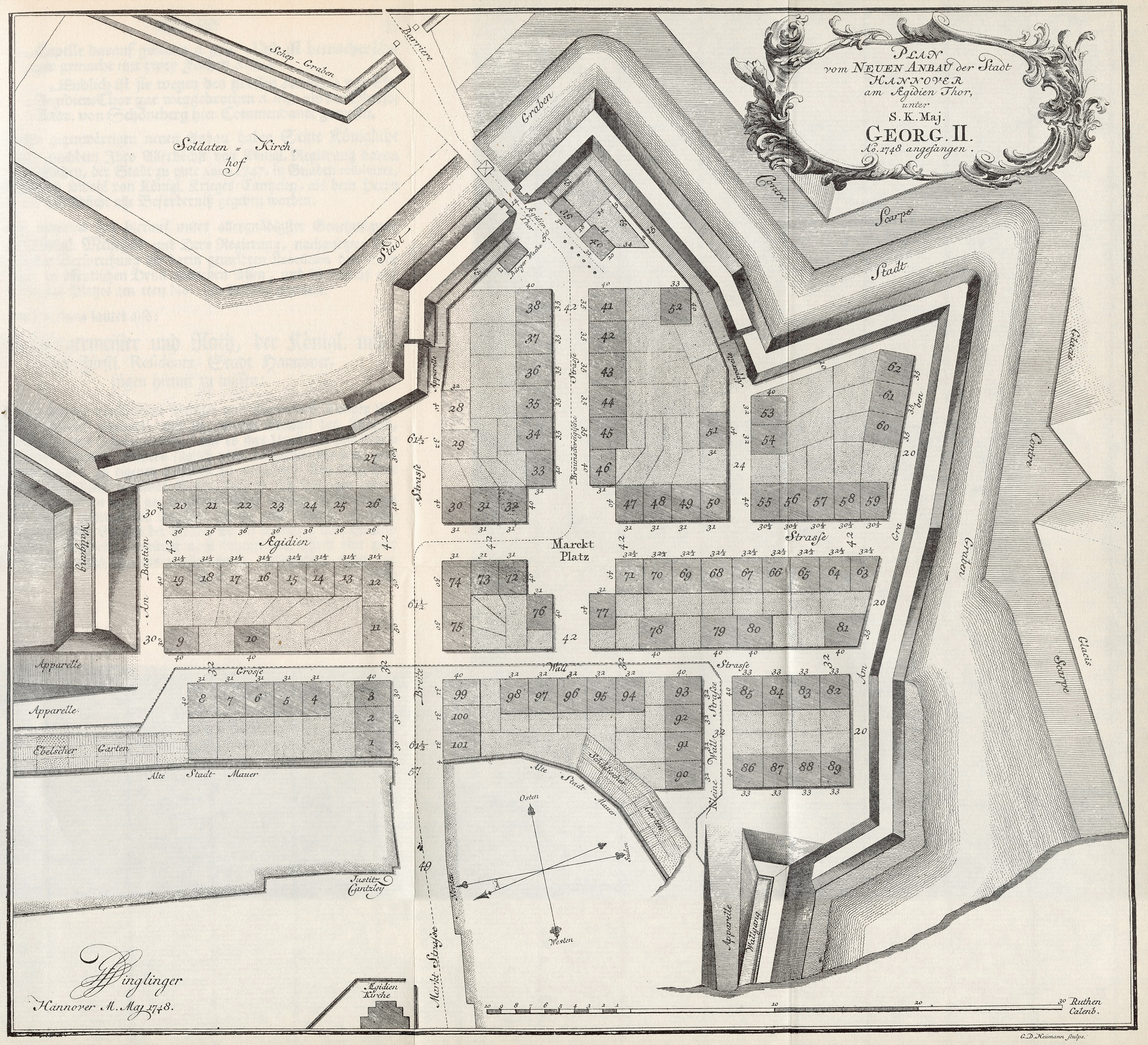
„PLAN vom NEUEN ANBAU der Stadt HANNOVER am Ægidien Thor unter S. K. Maj. Georg. II. Ao. 1748 angefangen“;
entworfen von dem Baumeister Georg Friedrich Dinglinger; gestochen von Georg Daniel Heumann; ursprünglich eingebunden in Christian Ulrich Grupens Historische Nachricht ... von 1748

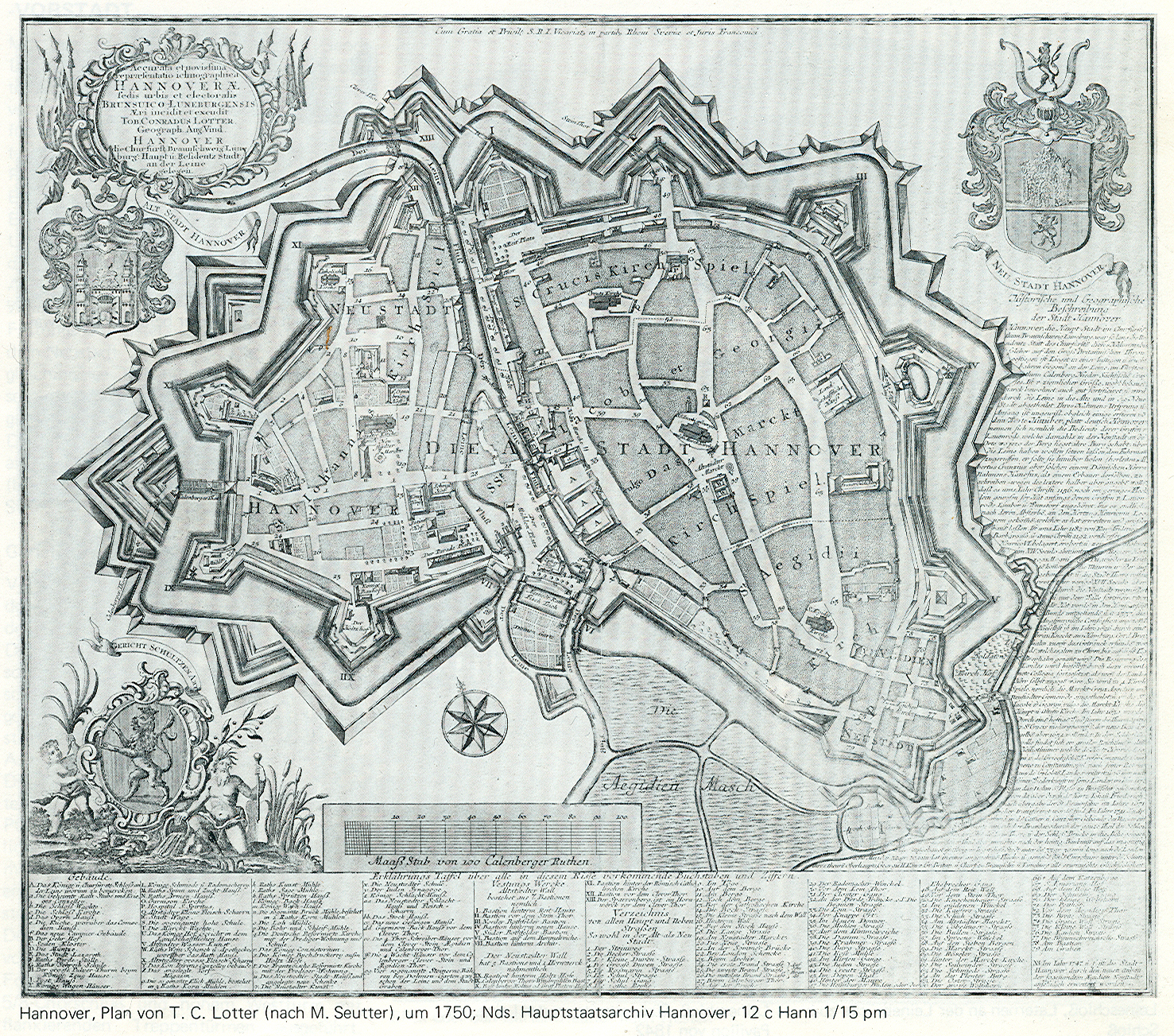
Stadtplan um 1750 mit der noch vorhandenen Stadtbefestigung Hannovers; im Südosten ist die Aegidienneustadt zu erkennen; Plan von Tobias Conrad Lotter

Die Aegidienneustadt, gelegentlich auch Aegidienvorstadt genannt, war ein Stadtviertel Hannovers im heutigen Stadtteil Mitte. Von der ursprünglichen Bebauung und Straßenführung ist nur wenig übrig geblieben.

## Lage
Die Aegidienneustadt entstand 1747 und lag am südöstlichen Ende der damaligen Stadtbebauung, etwas westlich des heutigen Aegidientorplatzes. Sie befand sich auf einem Areal, das heute vom Georgswall im Westen, dem Georgsplatz im Norden und der östlichen Seite des Aegidientorplatzes im Osten eingefasst wird. Ihre südliche Grenze verlief etwas südlich des heutigen Friedrichswalls, nicht ganz bis dort, wo heute die Bleichenstraße verläuft.

## Geschichte
Seit der Verlegung des königlichen Hofes nach London ging es mit der Stadt wirtschaftlich bergab. Um daraufhin speziell auswärtige Handwerker und Gewerbetreibende anzulocken und in der Stadt anzusiedeln, plante Christian Ulrich Grupen, Bürgermeister von Hannover, eigenmächtig die erste Stadterweiterung der Stadt seit dem Mittelalter am südöstlichen Aegidientor. Dazu ließ er den dortigen Festungsring schleifen und beauftragte 1746 zunächst Stadtbaumeister Ernst Braun mit der Planung. Brauns Entwurf sah nach der Schleifung des Walls den Bau von 60 Häusern vor. Ab März 1747 setzte Baumeister Georg Friedrich Dinglinger II. die Planung fort, die im August 1747 schließlich von Georg II. genehmigt wurde. Dinglinger ließ das Gelände im Bereich der Süder-Bothfelder Bastion planieren und bezog später auch die Windmühlenbastion südlich des Aegidientors mit ein, die auf die Sparrenbergbastion verlegt wurde (der heutige Opernplatz). Das Material, das beim Abriss der Befestigungsanlagen in diesem Bereich anfiel, wurde zum Teil für den Bau der Gartenkirche verwendet.
Dinglinger griff Brauns Planung eines zentralen Platzes im Viertel auf. Um diesen Hundemarkt gruppierten sich in streng geometrischer Struktur rechtwinklig aufeinander zulaufende Straßen. Hauptstraße war die noch heute dort verlaufende Breite Straße. Südlich davon lag der Hundemarkt, der von der heute nicht mehr existierenden Braunschweigischen Straße in west-östlicher und von der ebenfalls nicht mehr vorhandenen Aegidienstraße in nordsüdlicher Richtung gequert wurde.

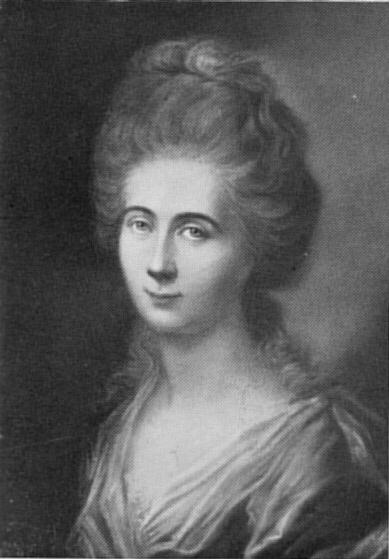
Frühere Bewohnerin der Aegidienneustadt: Charlotte Kestner geb. Buff

Die Kaufleute der Altstadt protestierten in einer Bittschrift an den König gegen die geplante Erweiterung und gegen die Bevorzugung auswärtiger Handwerker. Eine daraufhin eingesetzte Kommission befand die Beschwerden als übertrieben, rügte jedoch Grupens eigenmächtige Vorgehensweise, vor allem weil das Geld für eine Altstadtsanierung besser eingesetzt worden wäre.
Bis 1756 wurden insgesamt nur 72 von 102 ursprünglich geplanten Häusern unterschiedlicher Größe gebaut. Der Plan, sie an Auswärtige zu vergeben, ging jedoch nicht auf, Bewohner wurden überwiegend reichere Bürger, Kaufleute und Beamte aus der Altstadt. So wohnte hier beispielsweise Charlotte Kestner, geb. Buff mit ihrer Familie. Sie war das Vorbild der Lotte in Johann Wolfgang von Goethes Die Leiden des jungen Werthers. Bürgermeister Grupen selbst ließ sich in der Breiten Straße ein Wohnhaus errichten, Dinglinger wohnte ab 1750 mit seiner Familie in der Braunschweigischen Straße, ab 1753 in der Großen Aegidienstraße. Bürger der Stadt Hannover wurden die Bewohner des neuen Viertels allerdings erst 1802, vorher gehörte das Gebiet zum Amt Koldingen.
Durch die Luftangriffe auf Hannover während des Zweiten Weltkriegs und die darauf folgenden Stadt- und Straßenumbauten, vor allem den Durchbruch des heutigen Friedrichswalls zum Aegidientorplatz, wurde die Aegidienneustadt weitgehend zerstört. Heute befinden sich auf dem südlichen Teil des Areals das Gebäude der Nord/LB, nördlich des Friedrichswalls schließen sich das Ensemble des Hauptsitzes der Sparkasse Hannover und, zum Georgsplatz hin, weitere Geschäftshäuser unter anderem mit dem Sitz der Deutschen Hypo an.